# مولدن
مولدن (به انگلیسی: Maulden) یک روستا و محله مدنی در بریتانیا است که در Central Bedfordshire واقع شده‌است. مولدن ۳٬۱۳۲ نفر جمعیت دارد.